# Slunjski Moravci
Slunjski Moravci – wieś w Chorwacji, w żupanii karlowackiej, w mieście Karlovac. W 2011 roku liczyła 85 mieszkańców.